# Самойлова-Яхонтова, Наталия Сергеевна
Ната́лия Серге́евна Само́йлова-Я́хонтова (1896—1994) — советский астроном. Мать лингвиста Сергея Яхонтова, бабушка Натальи Яхонтовой. В её честь назван астероид (1653) Яхонтовия.

## Биография
Родилась в Харькове, училась на Высших женских Бестужевских курсах в Петрограде, в 1917 перевелась в Харьковский университет, который окончила в 1919. С 1922 работала в Астрономическом институте в Ленинграде (ныне Институт теоретической астрономии РАН) в должности вычислителя, в 1936—1942 — заведующая сектором теоретической астрономии и небесной механики этого института. Во время Великой Отечественной войны работала в Государственном оптическом институте. В 1945—1956 — руководитель отдела малых планет и комет Института теоретической астрономии АН СССР. С 1946 — профессор.
Основные труды в области двух разделов теоретической астрономии — решения задачи трех тел и определения планетных и кометных орбит. Выполнила ряд работ, посвященных одной из важнейших проблем небесной механики — улучшению сходимости разложений пертурбационной функции в тригонометрические ряды и применению в связи с этим так называемой регуляризирующей переменной. Показала возможность практического применения разработанных ею методов для определения движения астероидов. Улучшила существовавшие ранее методы дифференциального исправления планетных и кометных орбит. Организовала и возглавила работу по вычислению и составлению эфемерид малых планет. Руководила изданием ежегодника «Эфемериды малых планет», которым широко пользуются во всех странах мира. Служба малых планет СССР под её руководством заняла важнейшее место во всей системе мировых наблюдений этих объектов. Провела большую работу по вычислению математических, баллистических и других таблиц.